# Yoshi Kajiro

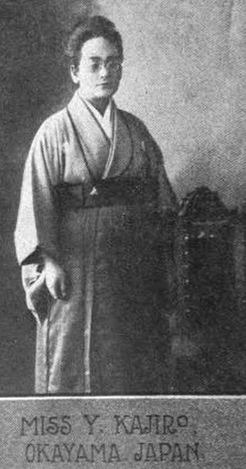
Retrato de Yoshi Kajiro num jornal de 1907.

Yoshi Kajiro (em japonês:  上代淑, Matsuyama, 1871 — Japão, 1959) foi uma educadora japonesa e diretora do Liceu Feminino Sanyō (山陽女子中学校・高等学校, San'yō joshi chūgakkō kōtō gakkō), em Okayama.

## Biografia
Yoshi Kajiro nasceu em Matsuyama, na prefeitura de Ehime, era filha de Kajiro Tomoyoshi (1852–1921), um japonês convertido ao cristianismo que posteriormente fundou uma igreja japonesa no distrito de Kakaako, em Honolulu. Yoshi estudou no Liceu Feminino de Baika (梅花女子大学, Baika joshi daigaku), fundado por japoneses cristãos.
Com o auxílio de missionários estado-unidenses, Yoshi estudou no Mount Holyoke College, nos Estados Unidos, para se formar como professora. Foi a terceira das quatro mulheres japonesas a frequentar a instituição durante a década de 1890. O conselho de administração da instituição académica exigiu que Yoshi vestisse apenas as roupas ocidentais, no entanto ela também usava um quimono tradicional para demonstrações. A sua posição sobre a Primeira Guerra Sino-Japonesa foi publicada por um jornal de Nova Iorque em 1894, durante as suas férias de verão em Honeoye.
Após licenciar-se no Mount Holyoke em 1897, Yoshi regressou ao Japão, onde foi diretora do Liceu Feminino Sanyō, em Okayama. Um jornal estado-unidense publicou em 1914: "O glorioso trabalho da senhora Kajiro não foi apoiado pelo trabalho ocidental em Boston; mas é um daqueles desenvolvimentos gloriosos de um grande trabalho cristão fora do controlo missionário, que ostenta a lâmpada da vida onde nenhum missionário conseguiu ir, e que ajudou a criar uma atmosfera cristã para as casas de centenas de meninas e para a cidade onde ela tem um grande poder moral."
Em 1906, a escola de Kajiro tinha duzentos e setenta alunas, e em 1920 mais de trezentas alunas foram matriculadas. Em 1907, ela realizou uma licença sabática de dez meses para estudar nos Estados Unidos e na Europa, e divulgar o seu trabalho. Yoshi foi diretora da escola durante vinte e oito anos.
Yoshi Kajiro morreu em 1959, aos oitenta e oito anos de idade.